# Lavsjö
Lavsjö is een plaats in de gemeente Dorotea in het landschap Lapland en de provincie Västerbottens län in Zweden. Het dorp ontstond rond 1750 toen mensen uit Svanabyn zich hier vestigden en een lange "strijd" aangingen met eerdergenoemd dorp. Het dorp, dat het van de veeteelt moest hebben groeide uiteindelijk tot 200 inwoners, zodat er zelfs een schooltje gevestigd kon worden (1892), even later gevolgd door het aanleggen van telefoon (1916) en elektriciteit (1923). Midden 20e eeuw zakte het aantal inwoners, maar dat aantal lijkt de laatste jaren stabiel rond de 115 personen. Het ligt aan het Lavsjön.
Bestuurscentrum / Tätort: Dorotea
Småort: Avaträsk · Högland · Svanabyn · Västra Ormsjö
Overig: Bellvik · Borgafjäll · Fågelsta · Granåsen · Häggås · Korssele · Lajksjö · Lavsjö · Mårdsjö · Rajastrand · Risbäck · Storjola · Storbäck · Ullsjöberg · Östra Ormsjö